# Tea Act
Le Tea Act était une loi votée en mai 1773 par le Parlement britannique, qui permettait à la Compagnie anglaise des Indes orientales de vendre son thé aux colonies de l'Amérique du Nord sans s'acquitter de taxes.
Cette loi a été créée pour venir en aide à la Compagnie des Indes, qui traversait une grave crise économique, en lui facilitant l'accession au monopole de la vente de thé dans les colonies britanniques. La famine de 1769-1770 a provoqué la mort de 7 à 10 millions de Bengalis en Inde. De plus, les marchés européens étaient en crise. La compagnie n'arrivait plus à vendre son thé.
Le Parlement britannique fit une concession aux colons américains en abrogeant les controversés Townshend Acts. La taxe sur le thé, bien que très faible, fut la seule conservée afin de confirmer la légitimité d'une taxation des colonies par Londres.
Les conséquences du Tea Act, qui s'inscrit dans une série d'autres lois, furent le boycott du thé par les colons américains et la Boston Tea Party.